# Rafael Torija de la Fuente
Rafael Torija de la Fuente (ur. 18 marca 1927 w Noez, zm. 2 marca 2019 w Ciudad Real) – hiszpański duchowny rzymskokatolicki, w latach 1976-1980 prałat terytorialny i 1980-2003 biskup diecezjalny Ciudad Real.

## Życiorys
Święcenia kapłańskie przyjął 7 czerwca 1952. 14 listopada 1969 został mianowany biskupem pomocniczym Santander ze stolicą tytularną Ursona. Sakrę biskupią otrzymał 14 grudnia 1969. 30 września 1976 objął urząd prałata terytorialnego Ciudad Real i otrzymał biskupstwo tytularne Dora. 4 lutego 1980 został podniesiony do rangi biskupa diecezjalnego. 20 marca 2003 przeszedł na emeryturę.